# Catolé do Rocha
Catolé do Rocha là một đô thị thuộc bang Paraíba, Brasil. Đô thị này có diện tích 552,098 km², dân số năm 2007 là 27691 người, mật độ 50,2 người/km².